# Treavna
Triavna (în bulgară Трявна) este un oraș în comuna Treavna, Regiunea Gabrovo, Bulgaria.

## Demografie
Componența etnică a orașului Treavna
     Bulgari (94,13%)
     Nicio identificare (4,48%)
     Altele (2,14%)
La recensământul din 2011, populația orașului Treavna era de 9.426 locuitori. Din punct de vedere etnic, majoritatea locuitorilor (94,13%) erau bulgari. Pentru 4,48% din locuitori nu este cunoscută apartenența etnică.